# بروبیکر
بروبیکر (به انگلیسی: Brubaker) فیلمی‌است در ژانر فیلم زندان و درام آمریکایی به کارگردانی استوارت روزنبرگ در ۱۹۸۰ است. فیلم داستان هنری بروبیکر با ایفای نقش رابرت ردفورد است که به تازگی به ریاست زندانی منصوب شده‌است. او می‌کوشد تا نظام کیفری فاسد و خشن حاکم بر زندان را پاکسازی کند.
بروبیکر در پنجاه و سومین دوره جوایز اسکار نامزد جایزهٔ بهترین فیلم‌نامهٔ غیراقتباسی شده‌بود.

## بازیگران
- یافت کوتو
- جین الکساندر
- موری همیلتون
- دیوید کیت
- مت کلارک
- تیم مک‌اینتایر
- ام امت والش
- اورت مک‌گیل
- مورگان فریمن